# Rhipidia javanensis
Rhipidia javanensis är en tvåvingeart som beskrevs av de Meijere 1911. Rhipidia javanensis ingår i släktet Rhipidia och familjen småharkrankar. Inga underarter finns listade i Catalogue of Life.